# Puerto de Mejillones (provins)

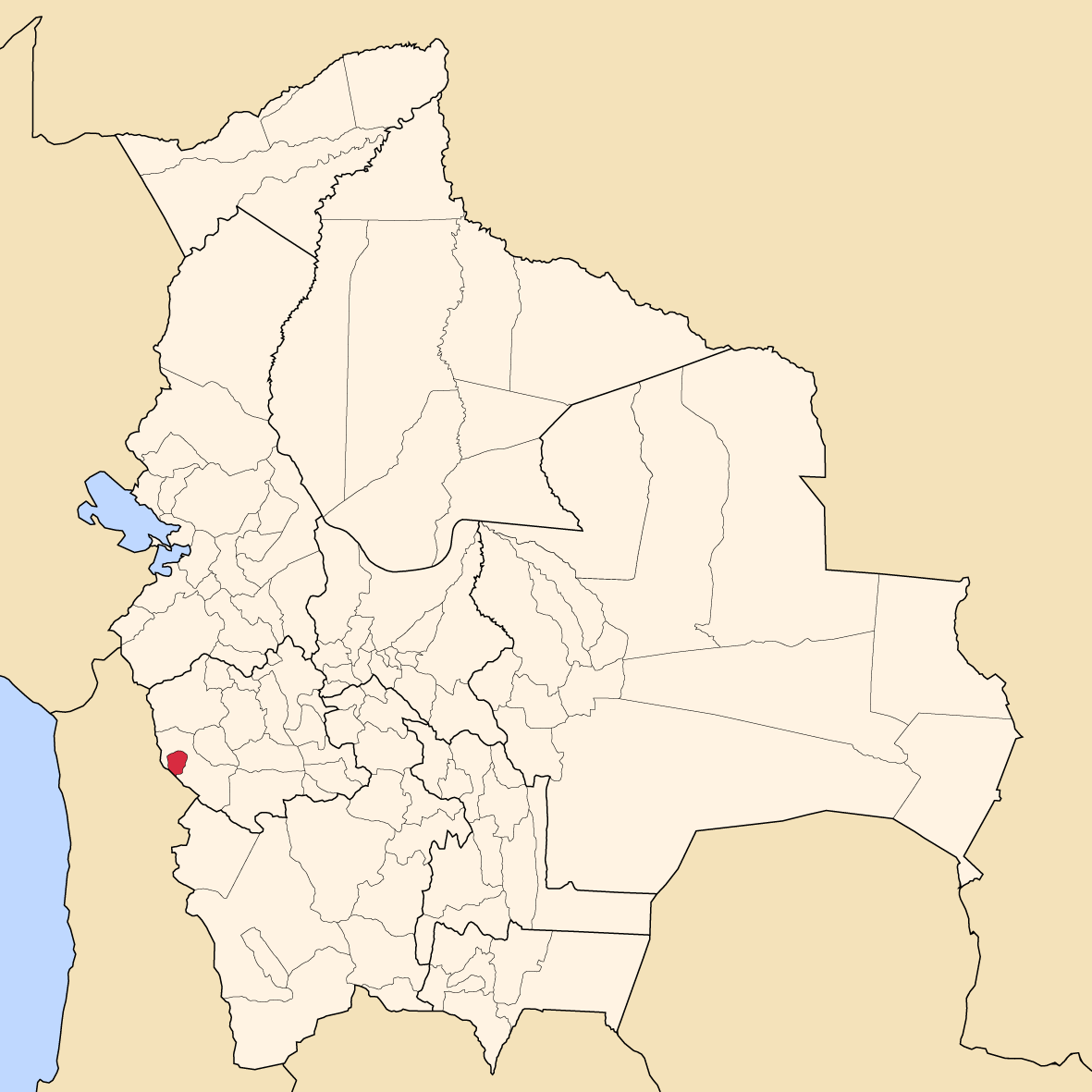
Provinsens läge i Bolivia

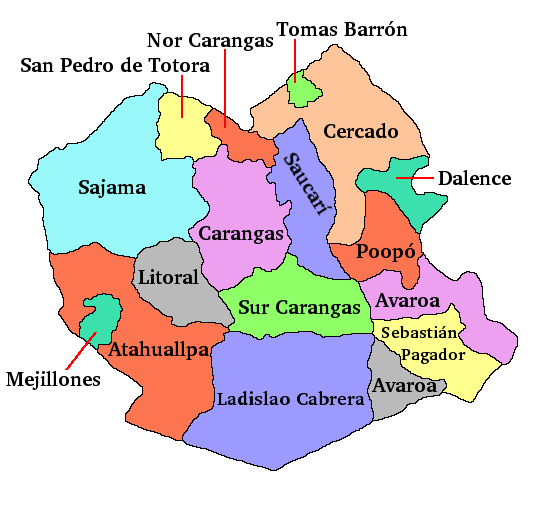
Provinser i Oruro

Puerto de Mejillones är en provins i departementet Oruro i Bolivia. Den administrativa huvudorten är La Rivera.